# Dick Smith (Trainer)
Dick Smith (* 1917; † 2. Januar 2006 in Phoenix, Arizona) war ein Wasserspringer und Wassersprungtrainer aus den Vereinigten Staaten.

## Karriere
Dick Smith nahm als Wasserspringer für die University of Southern California unter Trainer Fred Cady an den nationalen College-Meisterschaften teil. Im  Zweiten Weltkrieg war er Colonel der United States Air Force. Von 1946 bis 1950 war Dick Smith als Wasserspringer, Stuntman und später Manager mit Buster Crabbe’s Aquaparade auf Tournee.
1954 gründete er das Dick Smith Swim Gym in Phoenix, in dem er junge Wasserspringer an die nationale und internationale Spitze heranführte. Von ihm betreute Springerinnen und Springer erreichten 347 Mal das Finale bei nationalen und internationalen Meisterschaften. Zwischen 1960 und 1968 wurden 14 der 32 Olympiastartplätze der Vereinigten Staaten von Smiths Springerinnen und Springern besetzt. Zu seinen Schützlingen gehörten die olympischen Medaillengewinnerinnen Lesley Bush, Jeanne Collier und Patsy Willard sowie die olympischen Medaillengewinner Thomas Gompf und Bernard Wrightson. 1964 war er Cheftrainer der Wasserspringerinnen und 1968 der Wasserspringer in der Olympiamannschaft der Vereinigten Staaten. 1976 betreute er das neuseeländische Wassersprungteam bei den Olympischen Spielen.
1963 wurde Smith als erster Wassersprungtrainer von der American Swimming Coaches Association zum Schwimmtrainer des Jahres gewählt. Später war er Präsident dieser Vereinigung. Am 30. Januar 1974 war Dick Smith eine von 101 Personen an Bord von Pan-Am-Flug 806, als das Flugzeug beim Anflug auf den Flughafen von Pago Pago verunglückte. Dick Smith gehörte zu den vier Personen, die das Unglück überlebten. 1979 wurde Dick Smith als erfolgreichster Wassersprungtrainer der Vereinigten Staaten in die International Swimming Hall of Fame aufgenommen.
Anfang 2006 starb Dick Smith im Alter von 88 Jahren an einer Lungenentzündung.